# Почётные граждане Кременчуга
Почётный гражданин города Кременчуга (укр. Поче́сний громадяни́н мі́ста Кременчука́) — звание, установленное с целью поощрения и стимулирования активных граждан, которые работают на благо города Кременчуга. Впервые звание было присвоено в 1967 году.
В 2010 году были введены изменения в процедуру награждения: звание перестали давать посмертно, награждение будет происходить раз в пять лет. Присвоение звания будет происходить 29 сентября, в день города. Выдвижения кандидатур будет проходить до 29 июня года награждения. В июле и августе будет проходить общественное обсуждение кандидатур. Ранее в обсуждении принимали участие только депутаты городского и районных советов.

## Почётные граждане
В настоящий момент звание Почётный гражданин Кременчуга имеют 29 человек:
| №  | Имя                            | Годы жизни                    | Обоснование присвоения | Род деятельности, награды | Дата присвоения  | Прим.  |
| -- | ------------------------------ | ----------------------------- | --- | --- | ---------------- | ------ |
| 1  | Бутырин Семён Андреевич        | 1899-1970                     | За особенные заслуги в борьбе за установление советской власти в городе                                                               | Участник гражданской войны на Украине и Второй мировой войны | 29 сентября 1967 |        |
| 2  | Димара Михаил Васильевич       | 1876—1979                     | За заслуги в развитии системы здравоохранения в городе                                                                                | Всю жизнь посвятил здравоохранению в городе. | 29 сентября 1967 |        |
| 3  | Леонов Алексей Архипович       | 30 мая 1934                   | | Летчик-космонавт СССР, дважды Герой Советского Союза, учился в Кременчугский летном училище гражданской авиации | 29 сентября 1967 | [ 6 ]  |
| 4  | Сичный Иван Никитович          | 1893-1982                     | За активное участие в установлении советской власти в Кременчуге и организации рабоче-крестьянской милиции.                           | Участник Первой мировой войны, награждён множеством наград и медалей | 24 августа 1971  |        |
| 5  | Приходько Иван Митрофанович    | 1910-1991                     | За большой вклад в развитие промышленности и социальной сферы в Кременчуге                                                            | Герой Социалистического Труда. В разные годы — директор Крюковского вагоностроительного завода и Кременчугского автомобильного завода | 29 января 1981   |        |
| 6  | Андриенко Григорий Ефимович    | 1907-2000                     | За активное участие в восстановлении народного хозяйства города в послевоенные годы                                                   | Работал на вагоностроительном заводе. В разные годы — секретарь парткома завода, второй секретарь горкома партии | 22 сентября 1983 |        |
| 7  | Ипатенко Ольга Никитична       | 8 октября 1925—8 января 2010  | За многолетнюю плодотворную работу в строительстве                                                                                    | Герой Социалистического Труда. | 14 ноября 1986   | [ 7 ]  |
| 8  | Пономарева Галина Николаевна   | 8 октября 1925—8 января2006   | За значительный вклад в развитие образования в городе и плодотворную педагогическую деятельность                                      | Двадцать один год работала директором гимназии № 5. Семнадцать лет была главой Автозаводского района Кременчуга | 20 ноября 1987   |        |
| 9  | Федько Валентина Тимофеевна    | 20 ноября 1913—31 января 2006 | За большой вклад в организацию городской системы здравоохранения                                                                      | В 1944 году, вернувшись из эвакуации, возглавила детскую консультацию. Работала врачом в Доме ребёнка. С 1949 по 1970 год — директор Кременчугского медицинского училища. | 22 декабря 1994  |        |
| 10 | Коротич Сергей Тарасович       | 1915-1996                     | За заслуги в организации городской системы образования, плодотворную педагогическую деятельность                                      | Директор школы № 23 Кременчуга. С 1956 года кавалер ордена Ленина. С 1977 года заведовала Кременчугским городским отделением образования | 12 марта 1995    |        |
| 11 | Матийченко Владимир Фёдорович  | 1931-2013                     | За большой вклад в строительную отрасль города, строительство жилья и объектов социально-бытового назначения                          | Руководил строительным управлением «Жилстрой». Под его руководством жилищной организацией в Кременчуге было построено 650 тыс. квадратных метров жилья, 31 учебное, 14 лечебных и 12 дошкольных заведений, 6 культурных центров, 27 коммунальных сооружений.                                                                                            | 19 сентября 1996 |        |
| 12 | Епишов Георгий Яковлевич       | 1914-2008                     | За большой вклад в дело благоустройства города — создание парков, скверов, бульваров                                                  | Долгое время возглавлял лесгосп и лесозащитную станцию. Почти 20 лет был руководителем зелёного хозяйства Кременчуга. | 19 сентября 1996 |        |
| 13 | Залудяк Николай Иванович       | 1941-2010                     | За значительный личный вклад в развитие города, становление государственности на Украине                                              | Долгое время возглавлял городскую партийную организацию. Депутат Верховного Совета УССР. Заслуженный работник промышленности Украины. | 19 сентября 1996 |        |
| 14 | Киселёв Владимир Викторович    | 1 января 1957                 | | Рекордсмен СССР, Европы и мира, чемпион ХХІІ Олимпийских игр в Москве по толканию ядра. Заслуженный мастер спорта СССР, почётный гражданин штата Техас (США). | 26 декабря 1996  |        |
| 15 | Маслов Владимир Елисеевич      | 1933-2007                     | За личный вклад в развитие образования, науки и культуры в городе, подготовку инженерных кадров                                       | Первый директор Кременчугского филиала ХПИ. Профессор, заслуженный работник образования Украины, академик и член-корреспондент ряда академий. | 4 сентября 1997  | [ 8 ]  |
| 16 | Федорченко Виктор Михайлович   | 1935-2006                     | За личный вклад в дело охраны материнства и детства в городе, развитие акушерско-гинекологической службы                              | С 1971 года главный врач Кременчугского городского роддома, главный врач-акушер города. | 4 сентября 1997  |        |
| 17 | Литвиненко Владимир Иванович   | 1938-2011                     | За заслуги в деле подготовки квалифицированных медицинских кадров для медицинских учреждений города и области                         | С 1966 года хирург городской больницы Кременчуга. С 1970 года директор Кременчугского медицинского училища, Заслуженный врач Украины. | 30 декабря 1997  |        |
| 18 | Провизион Феодосий Харитонович | 24 января 1920                | За значительный личный вклад в развитие педиатрии, охраны детства и материнства                                                       | В 1965—2002 годах главный врач Кременчугской городской детской больницы. Заслуженный врач Украины. | 30 декабря 1997  |        |
| 19 | Матыцин Владимир Митрофанович  | 20 мая 1945                   | За личные заслуги перед городом, значительный личный вклад в развитие нефтеперерабатывающей отрасли промышленности города и Украины   | Работал вначале начальником цеха, а потом главой правления компании «Укртатнафта». | 10 сентября 1998 | [ 9 ]  |
| 20 | Леготкин Геннадий Иванович     | 26 марта 1946                 | За выдающиеся личные заслуги перед городом, активную общественную деятельность, развитие отечественного машиностроения                | Работал вначале заместителем начальника цеха, а потом главой правления компании ОАО «Кременчугский колёсный завод». | 27 сентября 2001 |        |
| 21 | Василенко Станислав Кузьмич    | 16 августа 1940               | За выдающиеся личные заслуги перед городом, развитие магистральных нефтепроводов на Украине                                           | С 1994 года глава правления голова ГАО «ПДМН». В 2001 году назначен первым заместителем главы правления ОАО «Укртранснафта». | 27 сентября 2001 |        |
| 22 | Приходько Владимир Иванович    | 14 октября 1942               | За выдающиеся личные заслуги перед городом, развитие украинского вагоностроения                                                       | С 1978 года главный инженер Крюковского вагоностроительного завода. С 1986 года — директор Всесоюзного научно-исследовательского проектно-технологического института вагоностроения. С марта 2003 года президент концерна «Крюковский вагонозавод». | 24 сентября 2002 |        |
| 23 | Билоусько Иван Порфирьевич     | 28 июня 1936-8 июня 2010      | За выдающиеся личные заслуги перед городом                                                                                            | С 1961 года кузнец Кременчугского автомобильного завода. | 25 сентября 2003 | [ 7 ]  |
| 24 | Парнета Михаил Павлович        | 8 августа 1929                | За выдающиеся личные заслуги перед городом                                                                                            | Хирург-ординатор второй городской больницы, заведующий хирургическим отделением, а с 1963 по 2002 год — заведующий хирургическим отделом узловой больницы станции Кременчуг. | 23 сентября 2004 |        |
| 25 | Коваленко Андрей Владимирович  | 2 января 1949                 | За выдающиеся личные заслуги перед городом                                                                                            | С 1985 года — заместитель начальника локомотивного депо станции Кременчуг, с 1986 — секретарь парткому локомотивного депо. В 1988 году возглавил исполком Крюковского районного совета, стал её председателем. | 29 сентября 2005 | [ 10 ] |
| 26 | Коваленко Владимир Николаевич  | 15 июля 1952                  | За выдающиеся личные заслуги перед городом                                                                                            | В начале 1980-х году работал на Кременчугском автомобильном заводе. С 1982 года — на партийной роботе. В марте 1990 года стал председателем Автозаводского районного совета. | 29 сентября 2005 | [ 11 ] |
| 27 | Акимов Виктор Иванович         | 24 февраля 1946               | За выдающиеся личные заслуги перед городом                                                                                            | С 1979 года — председатель Кременчугского профсоюза медицинских работников. С января 1984 года — главный врач Кременчугской СЭС, главный государственный санитарный врач города Кременчуг. Неоднократно избирался депутатом Автозаводского районного совета, Кременчугского городского совета, Полтавского областного совета. Заслуженный врач Украины. | 26 сентября 2006 |        |
| 28 | Черныш Николай Константинович  | 6 декабря 1948                | За многолетний весомый вклад в социально-экономическое и культурное развитие и процветание города, активную общественную деятельность | С 1967 года начал работать на Кременчугском автомобильном заводе, где прошёл путь от слесаря-сборщика сборочного цеха до заместителя генерального директора — директора производства «АвтоКрАЗ». С августа 2005 года — исполнительный директор «Кременчугского автосборочного завода». Заслуженный машиностроитель Украины.                             | 30 ноября 2007   |        |
| 29 | Комир Виталий Михайлович       | 9 ноября 1936                 | За многолетний весомый вклад в социально-экономическое и культурное развитие и процветание города, активную общественную деятельность | Доктор технических наук, профессор, заведующий кафедры технической механики Кременчугского национального университета со дня его основания (1974 год) Под его руководством создана научная школа по исследованию механизма разрушения твёрдых тел под импульсной нагрузкой.                                                                             | 23 сентября 2008 | [ 12 ] |